# Onychognathia rhombocephala
Onychognathia rhombocephala is een soort in de taxonomische indeling van de tandmondwormen (Gnathostomulida). Deze microscopisch kleine tweeslachtige worm wordt tussen de 0,5 en 1 mm lang. De worm komt in het algemeen voor in modderige zeebodems, alwaar hij zich voedt met voornamelijk kleine bacteriën en diatomeeën.
De tandmondworm behoort tot het geslacht Onychognathia. soort is voor het eerst wetenschappelijk beschreven in 1998 door Sterrer.